# Oh-My-God-Teilchen
Als Oh-My-God-Teilchen (entlehnt aus dem englischen Oh-My-God particle; auch kurz OMG-Partikel oder OMG-Teilchen genannt) wird ein hochenergetisches Teilchen der kosmischen Strahlung (wahrscheinlich ein Proton) bezeichnet, das am 15. Oktober 1991 über dem US-Bundesstaat Utah beobachtet wurde. Es hatte eine Energie von 320±93 EeV = 3,2±0,93 · 1020 eV ≈ 51,27 J. Das entspricht der kinetischen Energie eines Golfballs bei etwa 170 km/h. Zum Vergleich: Normale Teilchen der kosmischen Strahlung besitzen Energien zwischen 10 MeV und 10 GeV (107 bis 1010 eV).
Der genutzte Detektor war Fly's Eye II der University of Utah, der bei 40° N, 113° W bodennah steht. Dieser Detektor, aufgebaut wie ein Fliegenauge, sucht am Nachthimmel in mondlosen Nächten die blauen Stickstofffluoreszenzblitze, die von Teilchen der kosmischen Strahlung verursacht werden, wenn sie auf Stickstoff-Moleküle treffen.

## Beschreibung
Allgemein steht bei Zusammenstößen der kosmischen Strahlung mit Teilchen der Erdatmosphäre nur ein kleiner Teil der Energie für Umwandlungen zur Verfügung, da wegen der Impulserhaltung ihr größter Teil als kinetische Energie der Umwandlungsprodukte übernommen wird (siehe Schwerpunktsenergie). Eine Transformation vom Laborsystem zum Schwerpunktssystem ergibt für das Oh-My-God-Teilchen eine Kollisionsenergie von immer noch etwa 1015 eV, etwa dem Hundertfachen der Energie, die bei Proton-Proton-Kollisionen am LHC erreicht wird (13 · 1012 eV).
Seit der Beobachtung des OMG-Partikels registrierte der Detektor noch über 30 (Stand Ende 2023) andere, ähnlich hochenergetische Teilchen. Am 27. Mai 2021 wurde das Eindringen eines mit 2,3 × 1020 eV vergleichbar energiereichen Teilchens in die Erdatmosphäre detektiert. Es wurde nach der Shintō-Gottheit Amaterasu-Teilchen benannt.

## Herkunft
Teilchen mit extrem hoher kinetischer Energie können aufgrund des GZK-Cutoffs, ein Effekt ihrer Wechselwirkung mit Strahlung, insbesondere dem kosmischen Mikrowellenhintergrund, nur eine begrenzte Strecke im Raum zurücklegen. Bei der beobachteten kinetischen Energie geht man von maximal 50 Megaparsec (Mpc), also ca. 165 Millionen Lichtjahren aus. Die Herkunftsregion ist daher begrenzt. Kandidaten für die Erzeugung so energiereicher Teilchen sind Radiogalaxien, Seyfertgalaxien und Quasare, doch solche Objekte sind im Herkunftsgebiet allesamt viel weiter von der Erde entfernt als 50 Mpc.
Das Herkunftsgebiet liegt bei Rektaszension α = 5h 40m 48s ± 0h 2m, Deklination δ =48° ± 6°.